# 輕小說

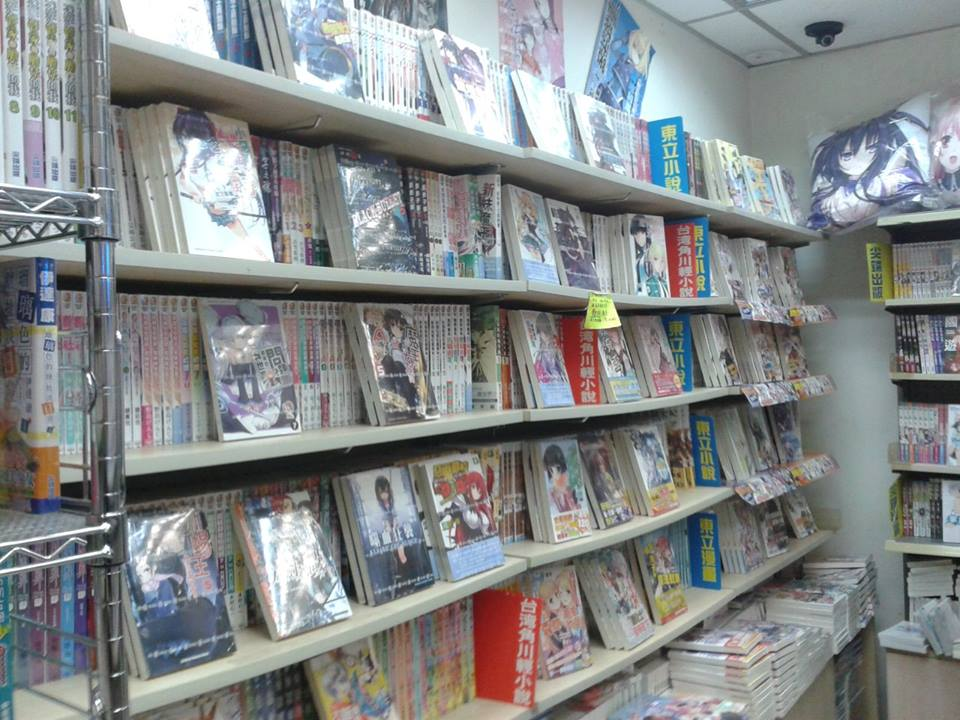
一家位於澳門的輕小說書店

輕小說（日语：ライトノベル；和製英語：light novel；缩写： ranobe）是一種诞生并盛行於日本的、以“可輕鬆閱讀”为特定故事描绘手法的一種娛樂性作品，通常为通俗青年小说，其插畫通常使用動画風格，主要针对高中生和中学生等年轻人。轻小说的平均字数约为5万字，接近西方小说的最低预期，轻小说通常以文库本的大小出版（A6，10.5厘米×14.8厘米），出版时间通常很紧凑、系列化。它们主要以独立的书卷形式出版，而其中一些章节在以书的形式合集之前就已经在选集杂志上连载了，这与漫画的出版方式相当。
轻小说的特点是將动漫形式風格的劇情演出轉換為文字小說，文體淺顯直白，大量使用年輕人的慣用口語書寫，目標客群為懵懂而愛幻想的年輕人。題材也是包羅萬象，有如青春、校園、戀愛、奇幻、科幻、神祕、恐怖、歷史、推理等，其中也有部分作品是自電玩、動畫、漫畫改編，「故事題材多樣，無法以單一風格來涵蓋」。在出版型態上，多以廉價的文庫本形式發售，不過近年來由於讀者層的變化及嗜好的細分化等因素，使得出版商改採發行部數較少但利潤較高的新書版本。
輕小說作家大部分是在新人賞中得到名次或佳作後出道，叢書邀稿或是作家將作品自薦到編輯部後出道的例子較少。有些作家是原本和電子遊戲雜誌、動畫業界有關，或是原本翻譯外國文學或電子遊戲編劇，後來成為輕小說作家。也有作家將自己的作品以同人誌的方式出版，廣受好評後出道。也有職業小說家的徒弟以作家的身分出道的例子。

## 特徵
輕小說過去被稱為「奇幻小說」、「青年小說」、「少年小說」，或以叢書的名稱稱呼。「輕小說」指的是「可輕鬆閱讀的小說」的意思。由於沒有明確的定義，對於一部作品是否為輕小說可能會出現爭議。
大致上有以下幾個特點：
1. 主要以青少年、初中生及高中生等年輕讀者為主要對象的小說，目標是為了娛樂讀者。[3]
2. 書中有漫畫、動畫風格的插圖，以可愛、漂亮的封面及插圖吸引讀者。[3]
3. 比起世界觀的設定，作家更重視角色的設定。以角色的個性與魅力為創作重點。[3]
4. 文章淺顯易懂，句子短、大量使用對話、常換行及換段落，使用擬聲擬態語。讓不習慣閱讀大量艱澀文章的青少年族群能夠無壓力的閱讀，但也可能讓非輕小說讀者批評輕小說是品質低劣的小說。[3]
5. 作品有奇幻要素。[3]
6. 風格上有時受到動、漫畫的影響。
7. 作者並不是向青少年訴說一個故事，而是以和青少年讀者相同的視點來描述作者本身認為有趣的故事。
8. 輕小說常被改編成漫畫、動畫和遊戲等。
9. 特定叢書和作家的作品被視為輕小說。[3]

但被認為是輕小說的作品不一定具有以上的這些特點。

## 語源
light novel這個名詞是日本發明的英文名詞，來源說法有很多種，由NIFTY SERVE的SF Fantasy電子會議室裡參加的讀者們討論間造詞，取其「輕的小說」意思而來，是最有名的說法。依字面上來看，可以解釋為「可輕鬆閱讀的小說」。

## 歷史
輕小說歷史的開始往前去推斷，一般有兩種說法，一是1975年創刊的朝日Sonorama文庫，代表性的作家有高千穗遙、菊地秀行，另一說則是從新井素子和冰室冴子進入文壇的1977年開始算起。新井素子以第一人稱撰寫青少年小說，在當時是相當大膽的突破與創新，而因為出道時都是「與讀者相近的世代」，並且「連描述性文字都以口語體書寫」，影響後來該領域作者的書寫風格甚鉅，所以新井素子更被視為是輕小說的始祖。
在輕小說出現之前，日本80年代已有許多古典文學，外國翻譯的奇幻、科幻、推理小說以及電子遊戲。Sonorama等文庫開始採用動畫、漫畫風格的插圖。這些作品都對輕小說的誕生產生影響，輕小說作家將這些作品的元素及靈感，活用在自己的作品中。80年代末期，富士見Fantasia文庫、角川Sneaker文庫創刊。1987年，紅白機平台的電子遊戲《勇者鬥惡龍》熱賣，當時的日本流行劍與魔法的奇幻故事。1988年的《羅德斯島戰記》可說是奇幻輕小說的始祖，1989年的《秀逗魔導士》有許多輕小說的特徵，可視為輕小說的元祖作品。90年代，輕小說和動畫、漫畫等其他媒體聯合的製作企畫很普遍。1993年電擊文庫創刊，後來成為業界龍頭。到了2000年以後，各類新叢書創刊、許多輕小說紛紛出版，至今仍在發展下去。

## 展望
根據2005年日本出版科學研究所5月號《出版月報》特別製作「輕小說研究」特輯，報告中指出，2004年新出版的輕小說總數，高達二一七九本，印刷量達八百三十二萬冊，再加上舊書追加的銷售量，整體市值高達四百四十億日圓。雖然「輕小說」每個月的銷售數量驚人，但在日本的卻被定位為「次文化文學」，始終被文藝評論家漠視，甚至無法在書店暢銷書名單中出現。
不過由於近年來作品與讀者的年齡層開始有多樣化的趨勢，像乙一、小野不由美等橫跨輕小說與一般向小說的作者也增加當中，甚至更有如：桐野夏生(野原野枝實)、唯川惠、山本文緒、村山由佳、櫻庭一樹等從輕小說出身後轉移至文學領域的作家獲得直木賞大獎或其他文學獎項的肯定，打破一般人對輕小說作品的印象，種種跡象顯示輕小說越來越受到關注，而日經BP社於2004年出版輕小說完全讀本開始介紹歷代的輕小說文學，主辦日本推理小說三大年度排行榜之一的「這本推理小說最厲害！」排行榜的寶島社也於2005年起開始每年出版「這本輕小說最厲害！」排行榜，展開輕小說文藝評論及探討輕小說出版面向的開始。
不过也存在部分认为轻小说的不足，其中有出现越来越长幾乎成为一个完整描述句子的書名，榊一郎曾批评过这一现象。

## 獎項
2005年開始，日本寶島社每年會發行輕小說導覽書「這本輕小說真厲害！」，刊載根據讀者票選的年度輕小說作品排名。各年（2005年版是2004年的作品評選結果，以此類推）的作品排名可以展現一定的閱讀趨向。

## 輕小說文庫
角川集團
- KADOKAWA
  - 角川書店
    - 角川Sneaker文庫
    - 角川Beans文庫
      - 喬林知/松本手毬——《魔之系列》
      - 雪乃紗衣/由羅海里——《彩雲國物語》
      - 結城光流/淺木櫻——《少年陰陽師》

  - ASCII MEDIA WORKS
    - 電擊文庫

  - 富士見書房
    - 富士見Fantasia文庫
    - 富士見Mystery文庫（已廢刊）

  - Enterbrain
    - Fami通文庫

  - Media Factory
    - MF文庫J[3]

朝日Sonorama
- Sonorama文庫
  - 高千穗遙/安彥良和——《宇宙先鋒》（クラッシャージョウ）
  - 菊地秀行/天野喜孝——《吸血鬼獵人D》
  - 菊地秀行/末彌純——《魔界都市＜新宿＞》
  - 笹本祐一/鈴木雅久——《ARIEL(愛儷兒)》
  - 夢枕獏/天野喜孝——《幻獸少年》
  - 庄司卓/結賀理——《倒凶十將傳》

講談社
- 講談社文庫/講談社Novels
  - 西尾維新/竹——《物語系列》《新本格魔法少女莉絲佳》
  - 小野不由美/山田章博——《十二國記》（已移籍新潮社）
  - 田中芳樹/垣野内成美——《藥師寺涼子之怪奇事件簿》
  - 田中芳樹/天野喜孝、CLAMP——《創龍傳》（改版發行）
  - 奈須蘑菇/武內崇——《空之境界》
- 講談社BOX[3]

集英社
- Super Dash文庫[3]
- JUMP j-BOOKS
  - 村山由佳/志田光鄉——
  - 乙一/幡地英明——《夏天、花火與我的屍體》、《天帝妖狐》
- Cobalt文庫
  - 新井素子/竹宮惠子——
  - 冰室冴子/原田治——
  - 冰室冴子/後藤星——《（瑠璃公主大冒險）》
  - /船戶明里——《流血女神傳》
  - 久美沙織/、竹岡美穗——
  - 桑原水菜/東城和實、濱田翔子——《炎之蜃氣樓》
  - 今野緒雪/——
  - 赤川次郎/長尾治——《吸血鬼系列》

德間書店
- 徳間Dual文庫[3]
  - 田中芳樹/——《銀河英雄傳説》

早川書房
- 早川文庫JA
  - 高千穗遙/安彥良和——《搞怪拍檔》
  - 冲方丁/寺田克也——《殼中少女》
  - 森岡浩之/赤井孝美——《「星界」系列》

SB創意
- GA文庫[3]

Hobby Japan
- HJ文庫[3]

小學館
- GAGAGA文庫[3]
- LuLuLu文庫

### 角川集團的輕小說發展
目前日本少年向輕小說販售量最大的出版集團為角川集團，在日本甚至有「輕小說是角川的天下」這類說法。
1992年由當時角川書店社長之弟角川歷彥為中心脫離角川書店另成立MediaWorks，並帶走水野良、深澤美潮等作家成立的電擊文庫，可以說是目前與富士見為兩大輕小說出版文庫，在角川歷彥成立MediaWorks隔年，角川書店原社長角川春樹因違反麻藥法、關稅法被逮捕，角川歷彥則重新歸回角川書店接任社長，MediaWorks則成為角川集團旗下公司。
富士見Fantasia文庫為富士見書房發行的輕小說文庫，與電擊文庫並為輕小說出版界的雙雄，富士見書房實際上原本為角川書店富士見事業部，後成立獨立公司，現在則為角川集團旗下事業品牌之一。
2002年角川集團入股收購enterbrain，將該社知名的Fami通電玩雜誌與Fami通文庫納入其出版版圖。2011年10月12日收購Media Factory，将MF文庫J納入旗下。
現今角川集團旗下包括五個主要的少年向輕小說文庫：
- 角川Sneaker文庫[3]
- 富士見Fantasia文庫[3]
- 電擊文庫[3]
- Fami通文庫[3]
- MF文庫J[3]

在輕小說界以壓倒性的出版量而自豪，讓底下各自品牌彼此相互競爭，也可以說由角川集團帶起近年來這一波輕小說風潮。

## 在台灣/香港的发展
在台灣和香港，由角川集團的在地法人台灣角川將角川集團旗下各輕小說文庫作品翻譯發售中文版。2007年青文出版集團和集英社簽訂獨佔契約，以「菁英文庫」（Elite Novels）名義發行Super Dash文庫、Cobalt文庫的作品，其後在日本起步較慢的GA文庫與HJ文庫也分別和當地出版社簽立獨佔契約。以下粗體表示獨佔契約。隨時間推移，原獨佔契約的書系也逐漸向其他出版社開放。
台灣角川
- Fantastic Novels - 角川Sneaker文庫、富士見Fantasia文庫、富士見Mystery文庫、電擊文庫、Fami通文庫、角川Beans文庫、MF文庫J
- Midori Novels - Fami通文庫、角川Beans文庫、B's-LOG文庫
- Ruby Series - 角川Ruby文庫
- BLOOM Series Novels - B-BOY NOVELS、B-BOY SLASH NOVELS

尖端出版
- 浮文字 - 電擊文庫、富士見Mystery文庫、Fami通文庫、MF文庫J、GA文庫、講談社Novels、講談社BOX、早川文庫JA、講談社輕小說文庫
- 書盒子 - 講談社BOX

東立出版社
- 東立輕小説 - 電擊文庫、MF文庫J、HJ文庫、Fami通文庫、德間Dual文庫、filia文庫、GAGAGA文庫、Mag Garden小說、LuLuLu文庫、富士見Fantasia文庫、一迅社文庫[3]、一迅社文庫Iris、E☆2 Snack Novels、角川Sneaker文庫、B's-LOG文庫、講談社輕小說文庫、OVERLAP文庫、HERO文庫、桜ノ杜ぶんこ、MF BOOKS、GA文庫
- 東立酷小說 - 講談社輕小說文庫、JIVE CHARACTER NOVELS、花與夢COMICS special、講談社文庫、LaLa Novels、芳文社KR文庫、LuLuLu文庫、Wings文庫、Mag Garden小說
- 東立炫小說 - JUMP j-BOOKS
- 紫界小說 - 幻冬舍Rutile文庫、Chara文庫、Platinum文庫、Dear+文庫、Daria文庫、SHY NOVELS、Holly NOVELS

青文出版社
- 菁英文庫（Elite Novels） - Super Dash文庫、Cobalt文庫
- CW Novels - Fami通文庫、JUMP j-BOOKS、EX Novels、GA文庫、HJ文庫

台灣東販
- 輕小說 - PHP研究所、アルファポリス

四季國際
- 四季JL小說 - 富士見Fantasia文庫、HJ文庫、角川Sneaker文庫

銘顯文化
- 銘顯文化日系小說 - MF文庫J（已不再出版）

傑克魔豆
- 空之境界（版權已到期）

皇冠文化集團
- 少年陰陽師、獸之奏者等

奇幻基地
- 廢棄公主、護樹騎士團、Slayers秀逗魔導士、傳說的勇者的傳說等

愛米粒
- 銀砂糖師系列

## 在中國大陸的发展

### 初期
2005年前后，日本轻小说逐步随着宅文化进入中国，成为当时的新兴概念之一，还有部分传媒公司借此炒作和用轻小说这一新概念来包装网络小说，但这些“轻小说”，是对中国国内网络小说实体化出版形式的几次尝试。严格来说，这里的“轻小说”是借用了后现代主义作家伊塔洛·卡尔维诺的“轻文学”概念，而并非是严格意义上的轻小说。

### 发展
2007年，随着轻之国度的成立，在初期发展起来的轻小说读者们开始聚集，并使轻之国度成为了中国大陆最大的日本轻小说交流和翻译论坛，当时的各大论坛也有轻小说的相关讨论。在当时，中國国内对日本轻小说大多采用了“带有动漫感觉的小说”的简单定义法，并且会参考台湾角川所给出的定义。
2008年10月，99读书人引进了《交响情人梦》，并在人民文学出版社出版，这是中国大陆正规出版社首次引进日本轻小说。在这之后中国大陆的一些出版社和发行公司（包括99读书人、时代华语、新经典文化等）陆续开始尝试代理出版日本轻小说作品，包括《刀语》《文学少女》《彩云国物语》等经典作品。这一时期出版的日本轻小说，大多是对日本通俗文学引进的尝试，也还没有开始形成固定的代理形式。

### 鼎盛
2010年4月12日，天闻角川在广州由中南出版传媒集团和角川集团合资成立。

### 出版公司列表
中國大陸的輕小說代理，以天聞角川代理日本角川集團及台灣角川之原創輕小說為主。亦有99讀書人、新經典文化等圖書製作公司進行參與。
天闻角川
- 天聞角川輕小說 - 角川Sneaker文庫、富士見Fantasia文庫、電擊文庫、Fami通文庫、角川Beans文庫、MF文库J

99读书人
- 青春文庫 - Fami通文庫

新经典文化
- 新经典文库 - 角川Beans文庫、Cobalt文庫、電擊文庫

测绘出版社
- GA文库

安徽少年儿童出版社
- GA文库、GAGAGA文库

新星出版社
- GA文库、MF文库J

吉林美术出版社
- HJ文库

时代华语
- 讲谈社BOX（已不再出版）

## 海外轻小说

### 台灣輕小說
台灣角川
台灣角川出版的本土輕小說，以歸類為旗下主力輕小說書系「Fantastic Novels」為主；並另設有華文小說專屬書系「Fantastic Novels DX」。
自2009年起，每年定期舉辦台灣角川輕小說暨插畫大賞，並在隔年夏季將得獎作品出版，第一屆及第二屆得獎作品均已全部出版，且作品素質頗受好評。
2011年開始報名的第四屆比賽與大陸天聞角川合辦，名稱更替為角川華文輕小說暨插畫大賞。
舉辦兩屆後，取消短篇輕小說和插畫部門，改為角川華文輕小說大賞。2015屆大賞起，取消與天聞角川合辦，改由台灣角川獨立舉辦。
鮮文學網
初期鮮文學網將輕小說類別的作品定位命名為角色小說，後來才更名為輕小說。與日本的輕小說相比，鮮文學網的輕小說插圖較少（通常一集僅一到三張插圖，甚至沒有插圖），一開始規格和內容與一般網絡玄幻小說較為相近。
代表作品有天罪的邊境奇譚，是當時台灣小說作品中較貼近輕小說性質的作品。
銘顯文化
在過去台灣網路小說的主要出版社中，銘顯文化是較早將旗下作品與日系插圖作結合的出版社，後來作家御我於此出道走紅後，開始出版以輕小說為主題的作品。
春天出版社/天使出版社
由御我的吾命騎士開始，春天出版集團創建以發售輕小說為主的天使出版社，開始正式踏足台灣輕小說市場。主要是徵集過去在台灣網路小說市場發跡且有一定名氣的作家，例如天罪、水泉、貓邏等人的作品。
書本規格較一般日系輕小說為大，雖有以日系漫畫風格的封面及彩色插圖，但內文插圖量較少。
明日工作室
1998年初由溫世仁及蔡志忠成立，基於夢想及對創作的熱情，以「專業寫作公司」為目標創立。以企業化的經營方式，整理並開發人類最珍貴的文化創意資產。主要產品包括：明日多媒體書、明日便利書、StarQ星座相對論等等。
明日工作室以發掘培育台灣本地作家為主，亦引進香港名家，出版的輕小說主要以恐怖、驚慄為主，亦有愛情小說。曾出版的名家有星子、Div、笭菁，現時受注目的有龍雲、柚臻、振鑫、D51等等。香港名家方面，亦有全球科幻星雲獎首獎譚劍、第二屆島田莊司推理小說首獎陳浩基及驚慄名家畢名。
威向文化
蓋亞文化
尖端出版
晴空出版
2014年成立，主要發展出版華文輕小說、羅曼史、漫畫合輯等作品。
三日月書版

### 中國大陸輕小說
- 天聞角川

在推出一系列原創作品後，於2012年1月5日開創原创轻小说图书品牌天輕文庫，收錄其輕小說雜誌《天漫·轻小说》刊載作品與其他華人原創輕小說作品。

### 出版社
日本
- the Sneaker （页面存档备份，存于）（角川書店）
- 電擊HP （页面存档备份，存于）（MediaWorks）
- Fami文庫 （页面存档备份，存于）（Enterbrain）
- Super Dash文庫（集英社）
- Cobalt文庫 （页面存档备份，存于）（集英社）
- JUMP J-BOOKS（集英社）
- 日經BP社輕小說完全讀本

台灣
- 台灣角川 （页面存档备份，存于）
- 東立小說 （页面存档备份，存于）
- 春天出版社（天使出版社） （页面存档备份，存于）
- 尖端出版 （页面存档备份，存于）
- 青文出版社
- 台灣東販 （页面存档备份，存于）
- 威向文化 （页面存档备份，存于）
- 晴空出版 （页面存档备份，存于）

中國大陸
- 天聞角川 （页面存档备份，存于）